# Fritz Stuckenberg
Fritz Stuckenberg   (Múnic, 16 d'agost de 1881 - Füssen, 18 de maig de 1944) va ser un pintor expressionista alemany.

## Biografia
Va néixer Friedrich Bernhard Stuckenberg a Munic, però es va traslladar amb la seva família el 1893 a la ciutat industrial del nord de Delmenhorst (prop de Bremen), on el seu pare va assumir el càrrec de director de la Hansa-Linoleumwerke. Després d'estudis inacabats d'arquitectura i estudis d'art a Weimar i Munic, va passar cinc anys de formació (1907-1913) a París. Des d'allà va fer excursions a Pont-Aven així com a la Provença (Cassis, Martigues) on va netejar la paleta. Va pertànyer al cercle d'artistes del  Cafè Du Dôme  i va exposar en alguns dels millors salons i galeries de París.

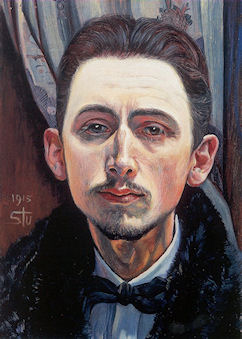
Fritz Stuckenberg (autoretrat; 1915)

Tornant a Alemanya, va residir a Berlín, on va ser descobert el 1916 per Herwarth Walden i integrat al cercle de Sturm. Es va fer amic de Georg Muche, Arnold Topp, Walter Mehring i Mynona. Desil·lusionat amb Walden, es va unir el 1919 a l’Arbeitsrat für Kunst al voltant de Walter Gropius i Bruno Taut, més tard el Novembergruppe. Diverses exposicions Sturm, la participació a la primera exposició dadaista de Berlín i la inclusió en la tercera cartera de la Bauhaus, marquen el seu rang en l'escena d'artistes d'aquests anys. A principis dels anys vint, les seves obres es van mostrar a Alemanya, els EUA i la Unió Soviètica com la d'un pioner de l'avantguarda europea.

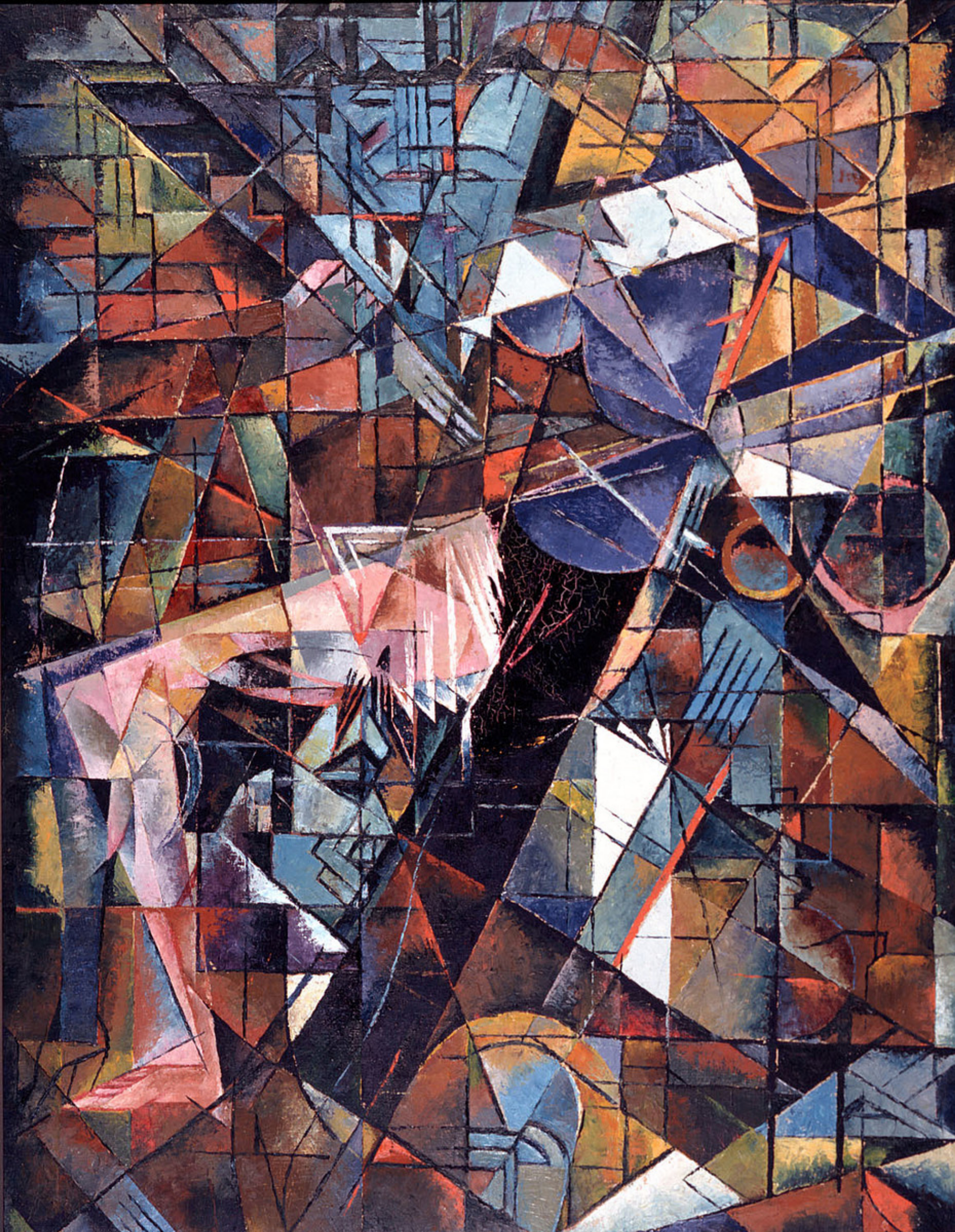
Das Liebespaar (1919)

Malgrat tot, una greu malaltia i problemes econòmics van obligar Stuckenberg a tornar amb els seus pares a Delmenhorst tenebrós (com escriu en una carta al dadaïsta flamenc Paul van Ostaijen). En condicions cada cop més difícils, tant polítiques com personals, va desenvolupar una obra tardana constructivista i espiritualista. Totes les seves imatges van ser eliminades dels museus alemanys (i algunes d'elles van ser destruïdes) durant les purgues nazis. A la famosa exposició sobre Entartete Kunst de 1937, es va exposar la seva Straße mit Häusern ('carrer amb cases', 1921) com a exemple d'art degenerat. Durant la Segona Guerra Mundial es va traslladar al sud d'Alemanya i allí va morir, ja gairebé oblidat. El 1993 va ser redescobert com a part de l'avantguarda de l'art modern amb una retrospectiva a Delmenhorst, Berlín i Neuss. Una gran part de la seva obra supervivent ara es pot veure a la Städtische Galerie Delmenhorst.